# Heterusia subvermiculata
Heterusia subvermiculata är en fjärilsart som beskrevs av Paul Dognin 1911. Heterusia subvermiculata ingår i släktet Heterusia och familjen mätare. Inga underarter finns listade i Catalogue of Life.